# آلهة قمرية

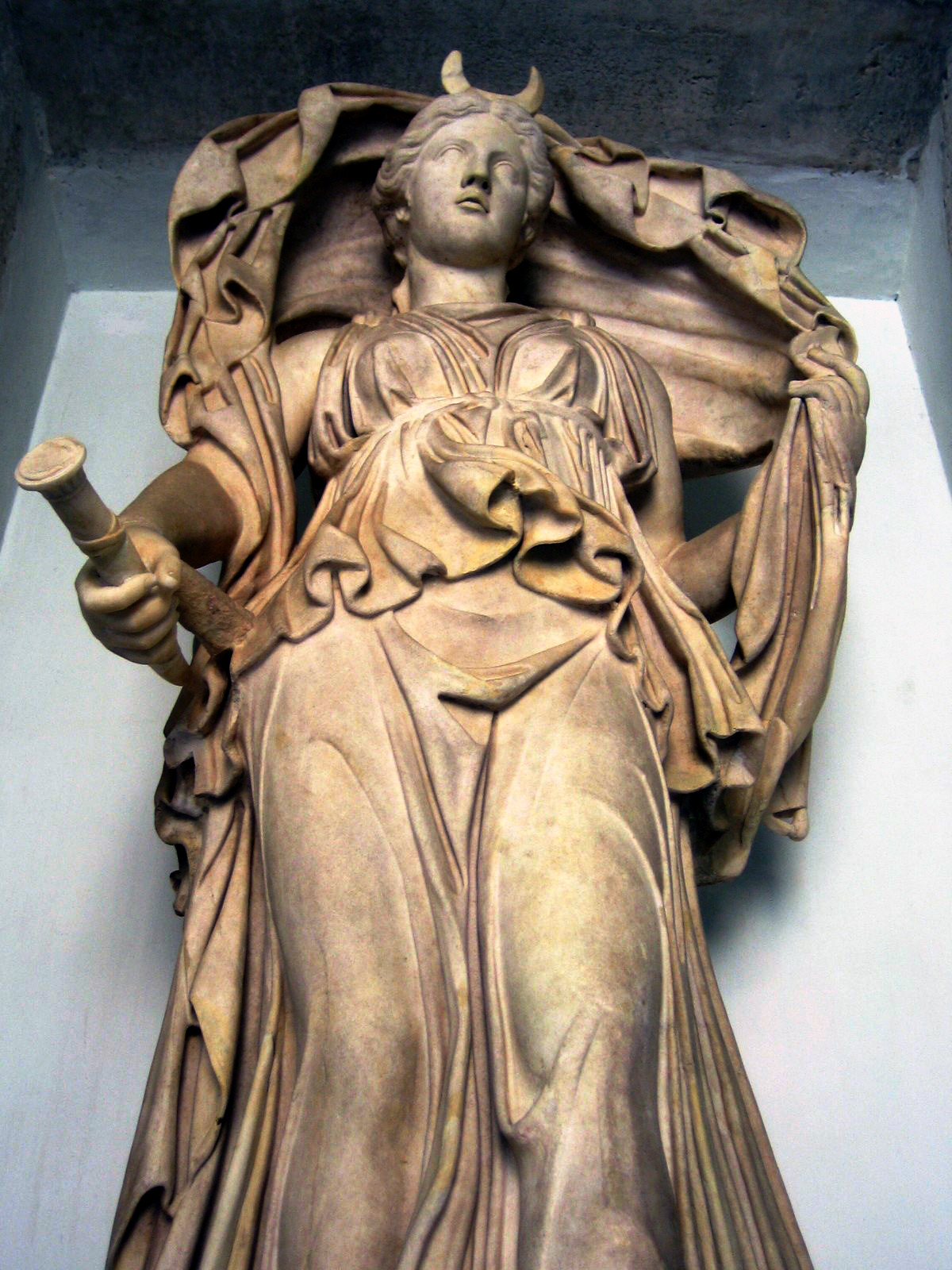
سيلين، إلهة القمر في (التمثال في الأصل يبين إلهة القمر الرومانية لونا، والتي تعد الإلهة المقابلة لسيليني)

تعرف آلهة القمر في الميثولوجيا بأنها الآلهة المرتبطة برمز القمر. وتملك هذه الآلهة وظائف وعادات مختلفة تبعاً للثقافة المتبنية لهذه الآلهة. غالب هذه الآلة تكون عادةً في عداء مع آلهة الشمس. وتكون آلهة القمر أما ألهة مذكرة أو مؤنثة ولكنها بالعموم على عكس جنس آلهة الشمس. ولقد ذكرت آلهة القمر في الأساطير السومرية باسم إنّانا.

## القمر في الميثولوجيا
تم ربط الدورة القمرية الشهرية بدورة الحيض لدى المرأة في العديد من الأساطير القديمة. وقد ميزت العديد من هذ الأساطير بكون آلهة القمر هي امرأة مثل سيليني وفوبي وبالمثل بمعادلاتها عند الرومان مثل لونا وديانا وأيزيس عند الفراعنة. وقد ميزت هذه الحضارات ألهة الشمس كآلهة مذكرة.